# Wereldkampioenschap dammen 1947 (match)
De match om het wereldkampioenschap dammen 1947 vond plaats van 31 mei tot en met 15 juni in verschillende plaatsen van Nederland. Nederland werd bij deze wedstrijd vertegenwoordigd door Nederlands kampioen Reinier Cornelis Keller, die het opnam tegen de titelverdediger Pierre Ghestem. Het kampioenschap werd gewonnen door de Fransman Pierre Ghestem. 

## Rondes
| Ronde | Dag       | Datum   | Plaatsen            |
| ----- | --------- | ------- | ------------------- |
| 1     | zaterdag  | 31 mei  | Amsterdam           |
| 2     | zondag    | 1 juni  | Haarlem             |
| 3     | maandag   | 2 juni  | Alphen aan den Rijn |
| 4     | dinsdag   | 3 juni  | Dordrecht           |
| 5     | woensdag  | 4 juni  | Yerseke             |
| 6     | vrijdag   | 6 juni  | Utrecht             |
| 7     | zaterdag  | 7 juni  | Schagen             |
| 8     | zondag    | 8 juni  | Wormerveer          |
| 9     | maandag   | 9 juni  | Nijkerk             |
| 10    | dinsdag   | 10 juni | Beilen              |
| 11    | donderdag | 12 juni | Leiden              |
| 12    | vrijdag   | 13 juni | Den Haag            |
| 13    | zaterdag  | 14 juni | Hoorn               |
| 14    | zondag    | 15 juni | Amsterdam           |

## Scoreverloop
| Rang | Land | Naam                    | 1 | 2 | 3 | 4 | 5 | 6 | 7 | 8 | 9 | 10 | 11 | 12 | 13 | 14 | punten |
| ---- | ---- | ----------------------- | - | - | - | - | - | - | - | - | - | -- | -- | -- | -- | -- | ------ |
| 1    | FRA  | Pierre Ghestem          | 1 | 1 | 1 | 1 | 2 | 1 | 1 | 1 | 1 | 1  | 1  | 2  | 2  | 1  | 17     |
| 2    | NED  | Reinier Cornelis Keller | 1 | 1 | 1 | 1 | 0 | 1 | 1 | 1 | 1 | 1  | 1  | 0  | 0  | 1  | 11     |

Toernooi:
1912 · 
1925 · 
1928 · 
1931 · 
1948 · 
1952 · 
1956 · 
1960 · 
1964 · 
1968 · 
1972 · 
1976 · 
1978/79 · 
1980 · 
1982 · 
1983 · 
1984 · 
1986 · 
1988 · 
1990 · 
1992 · 
1994 · 
1996/97 · 
2001 · 
2003 · 
2005 · 
2007 · 
2009 · 
2011 ·
2013 ·
2015 ·
2017 ·
2019 ·
2021 ·
2023 ·
2025

Match:
1932 · 
1933 · 
1934 · 
1936 · 
1936 · 
1937 · 
1938 · 
1945 · 
1947 · 
1951 · 
1954 · 
1958 · 
1959 · 
1961 · 
1965 · 
1968 · 
1969 · 
1972 · 
1973 · 
1974/75 · 
1979 · 
1981 · 
1983 · 
1984 · 
1985 · 
1987 · 
1990 · 
1991 · 
1993/94 · 
1996 · 
1998 · 
2003 · 
2004 · 
2006 · 
2009 ·
2013 ·
2015 ·
2016 ·
2018/19 ·
2022 ·
2024